# Пауль, Эльфрида
Эльфрида Пауль (нем. Elfriede Paul; 14 января 1900 года, Кёльн, Германия — 30 августа 1981 года, Аренсхоп, Германия) — врач, антифашист, член движения Сопротивления во время Второй мировой войны, член организации «Красная капелла».

## Биография
Эльфрида Пауль родилась 14 января 1900 года в Кёльне, в Германской империи. В 1920 году получила аттестат зрелости и квалификацию в области высшего образования. Рано стала членом Социал-демократической партии Германии (SPD). Затем, вслед за любимым человеком, в 1921 году вступила в Коммунистическую партию Германии (KPD). С 1921 по 1923 год работала преподавателем, а с 1924 по 1929 год была директором детского дома (приюта) в Гамбурге.
В 1928 году начала изучать медицину в Берлине, затем в Вене. За время обучения перебивалась случайными заработками. В 1933 году прошла государственную аттестацию в Берлине, и закончила годовую практику в институте Рентгена при университете Фридриха-Вильгельма. В 1934 году ей позволили работать по профессии, после чего она была волонтёром в институте гигиены при университете и в то же время работала в «информационном центре генетического и расового контроля в Берлине», в детской медицинской помощи в районном центре, а также школьным врачом. В 1936 году защитила диссертацию, и в том же году открыла собственную практику в берлинском районе Вильмерсдорф.
В 1936 году познакомилась с Вальтером Кюхенмайстером, через которого вступила в контакт с группами сопротивления под руководством Харро Шульце-Бойзена и Арвида Харнака. Её практика была местом встреч борцов сопротивления. Внешне это выглядело как встречи членов Национал-социалистической народной благотворительности, Союза немецких девушек и Национал-социалистического союза врачей (1936).
Осенью 1942 года Эльфрида Пауль была арестована гестапо. В начале 1943 года Имперский военный трибунал приговорил её к шести годам заключения. В июле 1943 года была доставлена в женскую тюрьму в Котбусе. В 1945 году её перевели в следственный изолятор в Лейпциге. Освободившись из заключения после падения нацистского режима, в августе 1945 года она снова открыла практику в Бургдорф близ Ганновера.
Представляла компартию в местном комитете денацификации. С основанием земли Ганновер в августе 1946 года выполняла обязанности министра строительства, труда и благосостояния, в том числе здравоохранения. В то же время, она представляет Коммунистическую партию в парламенте. Обе функции закончились в ноябре 1946 года, земля Ганновер вошла во вновь образованную землю Нижняя Саксония.
В 1947 году переехала в советскую зону оккупации. В 1951 году работала в государственном комитете общественной гигиены в ГДР, Эльфрида Пауль была первой женщиной в ГДР в этой области.
Её новая диссертация была посвящена «Расследованию причин, частоты и продолжительности нетрудоспособности у женщин». Она была не только первой женщиной, работавшей в области общественной гигиены, но и первой женщиной на факультете университета в Магдебурге.
1 августа 1956 года была назначена директором Института общественной гигиены при Медицинской академии в Магдебурге. «Это не было легко для меня», — писала она в своих воспоминаниях, — «во времена нацизма пришлось отказаться от своей академической карьеры. Тогда тюрьма прервала мою медицинскую практику, а после освобождения другие задачи стояли на первом плане».
С 1957 года в звании профессора медицины читала лекции на тему «Гигиена» в Медицинской академии Магдебурга.
Эльфрида Пауль умерла 30 августа 1981 года в Аренсхопе в ГДР.

### Избранные сочинения
- «Ein Sprechzimmer der Roten Kapelle». Berlin 1981
- «Wegbegleiter auf unebener Straße», in: Ärzte — Erinnerungen, Erlebnisse, Bekenntnisse hrsg. und kommentiert von Günther Albrecht und Wolfgang Hartwig. Berlin 1988, S.93-117.
- «Gesundheitsschutz der Frau in unserer Landwirtschaft; Verlag Volk und Gesundheit». Berlin 1974

### Награды
- Hufeland-Medaille (1958).
- Медаль «За борьбу против фашизма» (1958)
- Орден «За заслуги перед Отечеством» в бронзе (1959), серебре (1965) и золоте (1975), а также почётная пряжка к нему (1980)

Большую часть наград она получила в 1960 и 1970 годах.

### Память
В Ганновере в честь неё назван проспект, а в Темплине её имя носит детский дом и центр жизнеобеспечения.